# Sotour Austria
Die Sotour Austria Hotelbetriebs GmbH, die als Sotour Austria firmiert, ist ein Fremdenverkehrsunternehmen des Österreichischen Gewerkschaftsbundes.

## Geschichte

### Gründung und Expansion
Sotour wurde 1953 als Verband für Sozialtourismus gegründet. Ziel war, Arbeitern, insbesondere einkommensschwachen und kinderreichen Familien, eine erschwingliche Sommerfrische zu ermöglichen.
Gründungsmitgliedern waren neben dem ÖGB auch die Arbeiterkammer und andere Organisationen. Erster Präsident war der damalige Bundesminister für soziale Verwaltung Karl Maisel. Der Verband bot über die Betriebsräte der Unternehmen Gutscheine an, die für den genannten Personenkreis einen Rabatt auf Unterkünfte und Transportmittel gewährleistete.
1958 errichtete der ÖGB sein erstes Feriendorf am Ossiacher See und übertrug dem Verband den Betrieb. Weitere Anlagen folgten. So wurde 1959 eine Bungalowsiedlung am Maltschacher See, 1968 ein Campingplatz am Hafnersee und später weitere Objekte erworben.

### Internationale Reisen
Die Idee des Sozialtourismus (wenn auch durch die Kraft-durch-Freude-Erfahrungen des Nationalsozialismus belastet) war auch außerhalb Österreichs populär. In den 1950er Jahren wurde daher das Bureau international du tourisme social (BITS) als internationaler Dachverband gegründet. Der Österreichische Verband für Sozialtourismus war Gründungsmitglied und stellte lange Zeit den Präsidenten bzw. Vizepräsidenten des BITS.
Als Ergebnis der internationalen Zusammenarbeit wurden ab Ende der 1950er Jahre Flugreisen und Selbstfahrerreisen ins Ausland angeboten. Hierzu gründete der Verband ein eigenes Reisebüro.

### Umwandlung in ein Reiseunternehmen
Mit der Krise der gemeinwirtschaftlichen Unternehmen der 80er Jahre setzte sich die Überzeugung durch, die Tochterunternehmen der Gewerkschaften marktorientiert führen zu müssen. Mit der Wahl von Günter Weninger, dem Leiter der ÖGB Finanz- und Vermögensverwaltung zum neuen Präsidenten im Jahr 1987 wurde der Verein zu einem Wirtschaftsbetrieb umstrukturiert und der Name auf Sotour Austria geändert. 2002 erfolgte die Umfirmierung in eine Hotelbetriebs GmbH.

## Angebot
Das Angebot von Sotour entwickelte sich mit dem Erstarken der Kaufkraft ihrer Klientel und den Bedürfnissen des Eigners, sodass sie heute, als gewerkschaftseigene GmbH, außer über Campingplätze auch über Appartementanlagen und Hotels sowie über Tagungsräume verfügt. Überdies tritt Sotour heute als Reisebüro mit umfassendem Angebot auf. Die beiden ehemaligen Feriendörfer am Maltschacher See und am Ossiacher See sowie das Seehotel am Hafnersee werden heute von der Sonnenhotels Deutschland GmbH & Co. KG betrieben.
Im Jahr 2015 gründete sich aus der Sotour Austria Hotelbetriebs GmbH und der Maximilian Gruppe die Sotour Maximilian Group, welche mit Stand März 2016 vier Hotels betreibt:
- Hotel Tirolerhof (25 Zimmer)
- Hotel Maximilian (38 Zimmer)
- Hotel Mozart
- Hotel & Palais Strudlhof Wien (81 Zimmer)